# Uri i-us-ui beomjoe
Uri i-us-ui beomjoe (Hangul: 우리 이웃의 범죄; titolo internazionale Sin of a Family) è un film sudcoreano del 2011, inedito in Italia.

## Trama
In un lago viene trovato il corpo senza vita di Jeong Min-hwan, un giovane ragazzo autistico scomparso due mesi prima. Il detective Jo Chang-shik verrà assegnato al caso e, dopo aver interrogato la famiglia, inizierà a sospettare che sia proprio il padre del ragazzo l'autore del delitto.

## Premi
Il film è stato premiato nel 2010 al Bucheon International Fantastic Film Festival.